# Clephydroneura oldroydi
Clephydroneura oldroydi is een vliegensoort uit de familie van de roofvliegen (Asilidae). De wetenschappelijke naam van de soort is voor het eerst geldig gepubliceerd in 1995 door Joseph & Parui.